# République de Montmartre
Ne doit pas être confondu avec Commune libre de Montmartre.
Pour les articles homonymes, voir Montmartre (homonymie).
Notes
Hymne : Monte là-d'ssus... tu verras Montmartre !
La République de Montmartre est une association philanthropique, née un soir d'hiver 1920, à l'initiative du dessinateur humoriste Joë Bridge. Devant un auditoire composé d'Adolphe Willette, Jean-Louis Forain, Francisque Poulbot, Maurice Neumont, Louis Morin, Maurice Millière, Raoul Guérin, Jules Depaquit, il propose, face à l'invasion du modernisme sans limites, de créer une association visant à maintenir l'esprit et l'entraide du Montmartre des artistes, en plus de l'esprit festif déjà mis en avant depuis quelques mois par la Commune libre de Montmartre, et de préserver le village des excès des promoteurs. La « République de Montmartre » (RDM) est fondée.

## Quelques éléments d'histoire

### Création de la Commune libre de Montmartre
L'acte de naissance d'une revendication à l'indépendance de Montmartre est probablement une proclamation de Louis XVI datée de 22 juin 1790, autorisant les habitants de la Butte à constituer une municipalité hors les murs. Le mur des Fermiers généraux l'avait séparé de Paris, et ceux de la Butte en profitaient pour se consolider leur autonomie. En 1871, la Commune de Montmartre et son jeune maire, Georges Clemenceau, voient, de façon plus tragique, éclater en ce lieu de violents mouvements de foule, qui s'en prennent à deux généraux, point de départ de l'insurrection parisienne de la Commune de Paris.
À la fin de la Commune, qui se termine par le massacre des insurgés parisiens sur l'ordre du gouvernement d'Adolphe Thiers, lors de la Semaine sanglante, la basilique du Sacré-Cœur de Montmartre y est établie pour rétablir l'« ordre moral ».
À la fin du XIXe siècle et début du XXe siècle, le quartier du bas-Montmartre voit se multiplier les cabarets, tandis que sur les hauteurs, une bohème de peintres et d'écrivains se mêlent à « les petits bourgeois en bras de chemise », à des retraités bêchant « leurs petits pois rue de la Bonne », et à quelques voyous et individus désargentés. La Première Guerre mondiale bouleverse le monde parisien, créant une soif de modernité. Les promoteurs envahissent Montmartre et certains politiques rêvent d'un quartier aseptisé où les immeubles pourraient remplacer les vieilles bicoques et les jardins.
En avril 1920, le dessinateur Jules Depaquit, ami de Max Jacob et de Pierre Mac Orlan, et quelques compères, dont les chansonniers Roger Toziny et Maurice Hallé, réagissent en créant la Commune libre de Montmartre.

### Création de la République de Montmartre
En novembre 1920, Joé Bridge, dessinateur et imprimeur, et quelques autres artistes ou amis des arts, dont Adolphe Willette, Jean-Louis Forain, Francisque Poulbot, Maurice Neumont, Louis Morin, Maurice Millière, Raoul Guérin et Jules Depaquit, décident de prolonger l'esprit de la Commune libre de Montmartre en créant une République de Montmartre.
Le but n'est pas politique. Naviguant entre nostalgie et modernité, il s'agit d'affirmer une identité communautaire distinctive centrée autour de l'entraide et de la sociabilité, au-delà du caractère festif déjà mise en exergue par la commune, et de tenter de limiter l'emprise urbaine sur le village de Montmartre. La République de Montmartre inclut clairement une dimension caritative vers les différents résidents de la Butte. Le 7 mai 1921, cette République de Montmartre dépose ses statuts.

### Hymne officiel
En 1923, le chansonnier Lucien Boyer compose le texte de l’hymne officiel de la RDM. L’enregistrement sur disque de Monte là-d’ssus… tu verras Montmartre ! se fait la même année avec le comité directeur de la RDM.

### Francisque Poulbot
À l'époque, le quartier est miséreux et les enfants sont souvent pieds nus dans la rue.
Après avoir mis en place le dispensaire qui assure santé, hygiène, alimentation et vêtements aux enfants, Francisque Poulbot et ses amis veulent leur offrir des instants de joie et de rêves.
Pour cela, de 1921 à 1931, ils organisent des « Arbres de Noël ». Ces fêtes, avec spectacles et cadeaux, ont lieu au Moulin-Rouge, au Moulin de la Galette ou encore au cirque Medrano. Les petits malades de l’hôpital Bretonneau ne sont pas oubliés.

### Fêtes de la République de Montmartre
Parmi les fêtes les plus célèbres organisées par la RDM au profit de l'enfance déshéritée, citons le Carnaval de Granville en 1923, la Fête des Fratellini en 1924, le Bal Polin en 1925, la Gare de Montmartre en 1931, la Fête au village en juin 1932, le Bal des Gars de la Narine en novembre 1932.
Rappelons également la Fête Principale qui eut lieu en 1929, fête qui aboutit au plus bel exemple de la sauvegarde des sites. En effet, s’opposant à un projet immobilier dénaturant l’esprit champêtre des lieux, Francisque Poulbot, Romain Delahalle et leurs amis de la République de Montmartre créent, à l’angle de la rue des Saules et de la rue Saint-Vincent, un espace vert, dénommé « square de la Liberté », destiné aux enfants de la Butte.

### Vignes et Clos Montmartre

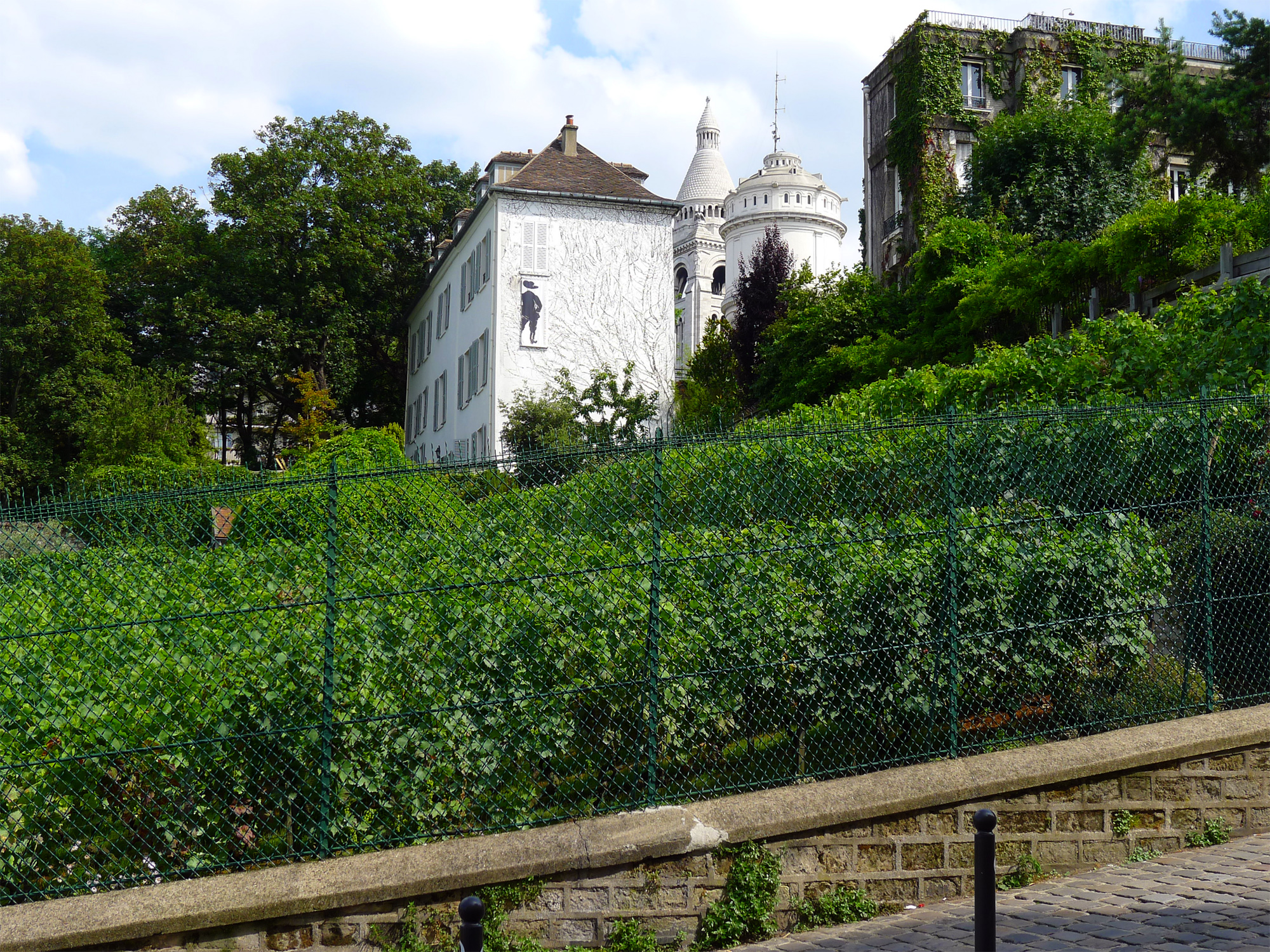
Vigne de Montmartre vue depuis la rue des Saules.

Inauguré avec faste, cet espace de jeux et de joie ne retiendra pas l’attention des autorités municipales. Naît alors l’idée d’y planter des vignes.
Ce n'est qu'en 1933 que la Commune libre de Montmartre, sous l'égide de son maire Pierre Labric, décide de faire aboutir ce projet avec le soutien de Poulbot et de la République de Montmartre. Les ceps de vigne renaissent sur la Butte. En 1934 ont lieu les premières vendanges « modernes » en présence du président de la République française, Albert Lebrun, et sous le parrainage de Fernandel et de Mistinguett.
Depuis lors, chaque année, en octobre, cette idée de la République de Montmartre est devenue la célèbre Fête des vendanges de Montmartre, à laquelle participent en compagnie de la Reine des Vendanges, les parrains et marraines (choisis parmi des personnalités tels les comédiens, chanteurs, écrivains…), les confréries bariolées et les fanfares venues de divers pays.
Depuis plus de 70 ans, en hommage à Poulbot, le ban des vendanges est traditionnellement ouvert par le président de la République de Montmartre sur ces quelques arpents de terroir situés entre le Lapin Agile et l’ancienne demeure d’Aristide Bruant.

### Autres événements
Le 20 septembre 1985, le maire de la commune libre de Montmartre scelle l'union, le « mariage gag », « pour le meilleur et pour le rire », de deux célèbres humoristes et provocateurs, Coluche, la mariée, et Thierry Le Luron, le marié.

## Présidents de la République de Montmartre
| Nom                      | Début du mandat   | Fin du mandat            |
| ------------------------ | ----------------- | ------------------------ |
| 1. Adolphe Léon Willette | 1920              | 14 août 1923             |
| 2. Jean-Louis Forain     | 1923              | 11 juillet 1931 (décès)  |
| 3. Henri Avelot          | 1931              | 1934                     |
| 4. Lucien Pinoteau       | 29 décembre 1943  | 1960                     |
| 5. Marcel Bouhébent      | 1960              | 1961                     |
| 6. Émile Kérambrun       | 1961              | 8 novembre 1972 (décès)  |
| 7. Maurice His           | 24 mars 1973      | 14 novembre 1993 (décès) |
| 8. Suzanne Denglos-Fau   | 8 mars 1994       | 12 février 2002 (décès)  |
| 9. Jean-Pierre His       | 23 mars 2002      | 23 septembre 2006        |
| 10. Jean-Marc Tarrit     | 23 septembre 2006 | 5 mai 2012               |
| 11. Alain Coquard        | 5 mai 2012        |                          |

### Citoyens d'honneur
Alain Juppé et Anne Hidalgo comptent parmi les citoyens d'honneur de la République de Montmartre.

## Jumelages
La République de Montmartre est jumelée avec la République des Canuts, à Lyon, son homologue croix-roussien.
Elle l'est aussi, depuis 1959, avec la commune de Viré (en Mâconnais).
Saint-Cyr-sur-Morin est elle aussi jumelée à Montmartre, tout comme, depuis 1950, la Commune libre des Trois-Maisons, à Nancy.
La République de Montmartre est aussi jumelée avec l'Association des amis d'Alphonse Allais (président : Philippe Davis).
Depuis 2013, la République de Montmartre est jumelée avec la ville de Culoz. Ce jumelage s'est construit autour du destin des frères Serpollet, originaires de Culoz et qui installèrent leur usine à Montmartre,.
Le 15 juin 2013, la République de Montmartre a été jumelée avec le Clos Gerberoy à Gerberoy, classé un des plus beaux villages de France. Les vignes ont été créées en 2004 par Jean-Pierre His, ancien président de la République de Montmartre avec l'ancien maire honoraire de Gerberoy Louis Vallois et Étienne Le Sidaner, le petit fils du peintre Henri Le Sidaner, dont le jardin labellisé « Jardin remarquable » surplombe Gerberoy.